# Emmanuel Falque
Emmanuel Falque (Neuilly-sur-Seine, 7 de novembro de 1963) é um teólogo e filósofo católico da frança , atualmente professor do Institut Catholique de Paris. Sua obra é a síntese da teologia medieval, da filosofia da religião e da fenomenologia francesa de Michel Henry, Merleau-Ponty e Jean-Luc Marion. Pensador comum da humanidade, Falque faz da finitude seu campo de pesquisa. Seu pensamento está sempre em processo de evolução, como mostra o conceito de "corpo estendido" que lhe dá a síntese antropológico-fenomenológica.

## Biografia
Após o ensino médio, ele foi para aulas preparatórias de literatura em Sainte-Marie. Ele defendeu sua tese em 1998 na Universidade de Paris-Sorbonne, intitulada "A entrada de Deus na teologia: leitura fenomenológica de São Boaventura (Breviloquium)" 
Casado e pai de quatro filhos, filósofo apaixonado pela teologia, associado e doutor em filosofia, formado em teologia. Estude os Padres da Igreja, a filosofia medieval e o pensamento contemporâneo. Atualmente diretor de pesquisa da faculdade de filosofia do Instituto Católico de Paris, do qual é decano honorário, Emmanuel Falque se esforça para superar qualquer relutância teológica na fenomenologia contemporânea. Em seguida, publicou Passing the Rubicon, Philosophy and Theology: Essay on Borders, Bruxelas, Lessius, 2013, seguido de The Love Fight: Phenomenological and Theological Disputes, Paris, Hermann, 2014.
Com o Passeur de Gethsemane: angoisse, souffrance et mort, Paris, Cerf, 1999, ele abre a primeira parte de uma reflexão filosófica sobre Cristo em sua Paixão. Com Metamorfose da finitude: um ensaio filosófico sobre o nascimento e a ressurreição, Paris, Cerf, 2004, a análise continua sobre a Ressurreição coroada pelas Bodas do Cordeiro: um ensaio filosófico sobre o corpo e a Eucaristia, Paris, Cerf, 2011. Este tríptico fenomenológico publicado em um único volume revisado e expandido sob o título Le triduum philosophique, [Passeur de Gethsémani, Métamorphose de la finitude, Noces de l'Agneau] Paris, Cerf, 2015. Mais recentemente, Emmanuel Falque escreveu: Paths to the armadilhas: explique-se, Paris, Éditions franciscaines, 2016; O Livro da Experiência, de Anselme de Canterbury a Bernard de Clairvaux, Paris, Cerf, 2017.